# Evariste Dibo
Evariste Sob Dibo (Abobo, 27 dicembre 1972) è un ex calciatore ivoriano, di ruolo centrocampista.

## Carriera

### Club
Ha giocato nel campionato francese, turco, danese e portoghese.

### Nazionale
In Nazionale ha esordito nel 1993, collezionando 13 presenze in cinque anni.